# طريق الأمير محمد بن سلمان (الشميسي - الحرم)
طريق الأمير محمد بن سلمان (الشميسي - الحرم)، هو الطريق المؤدي من نقطة الشميسي غرب مكة المكرمة إلى المسجد الحرام، ويبلغ طول الطريق 23 كلم، ويعد المدخل الرئيسي لمكة المكرمة من الناحية الغربية للقادم من جدة.

## خلفية
يمثل الطريق الممتد من نقطة الشميسي حتى المسجد الحرام الجزء الأكثر حيوية من طريق جدة - مكة السريع، ويعد من أبرز معالمه بوابة مكة، وهو يتقاطع مع الدائري الرابع طريق علي بن أبي طالب).
ويشهد الطريق على امتداده مشروعات استثمارية ومخططات سكنية، وقد أطلق اسم ولي العهد السعودي الأمير محمد بن سلمان على الطريق خلال موسم حج 1440.